# Мишій сизий
{{#ifeq:0|0|{{#if:|{{#if:Setariapumila|[[]}}|}}}}
Мишій сизий (Setaria pumila) — вид рослин родини тонконогові.

## Будова
Стебло рослини пряме, висотою 10–60 см. Листки лінійно-ланцетні, по краях шорсткі, блакитно-зелені. Коренева система мичкувата. Розмножується насінням. Квітки зібрані у щетинястий колосок, вкритий щетинками сизого або фіолетового кольору. Цвіте і плодоносить у липні — вересні. Насіння овальне 3–4 мм. З достиглого колосся насіння осипається дуже легко.

## Поширення та середовище існування
Зростає по всій території України на полях, пасовищах. Засмічує пізні ярі: просо, кукурудзу, рис, соняшник, буряки та інші, типовий післяжнивний бур'ян.

## Практичне використання
Зерно використовується для приготування круп. Колоски збирають відразу після достигання, щоб не осипалися. Їх просушують та вимолочуюють. Потім зерно товчуть у ступі, деруть на круподернях. Крупа з цієї рослини не поступається перед пшоном.
У західних районах України та на Поліссі крупу з цієї рослини вимочують і розтирають у дерев'яних або металевих ступах, доки не отримують рідку тістоподібну масу. До тіста додають сирі яйця, молоко, сіль, розмішують і печуть на сковорідці млинці.

## Галерея

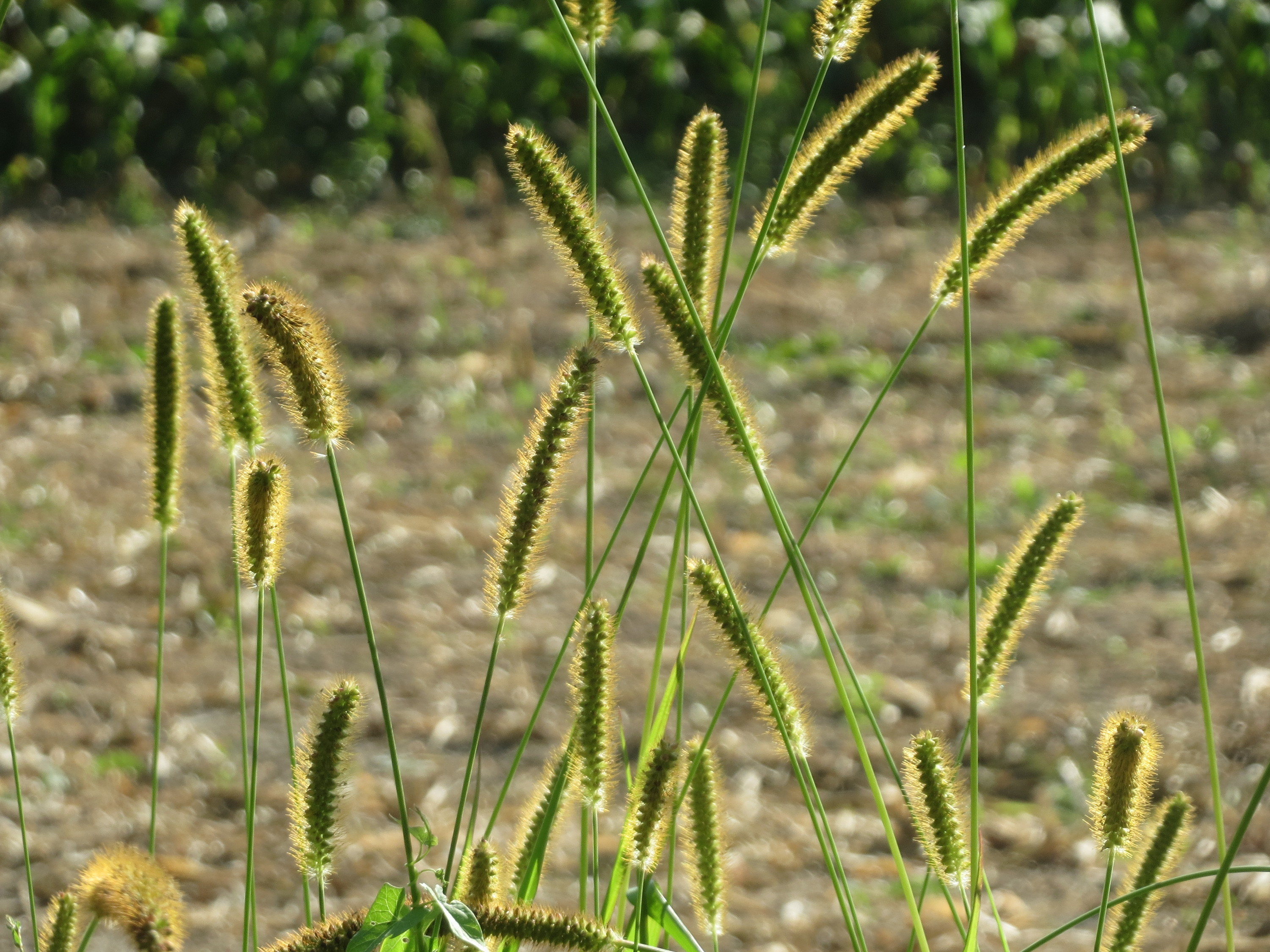
Колоски
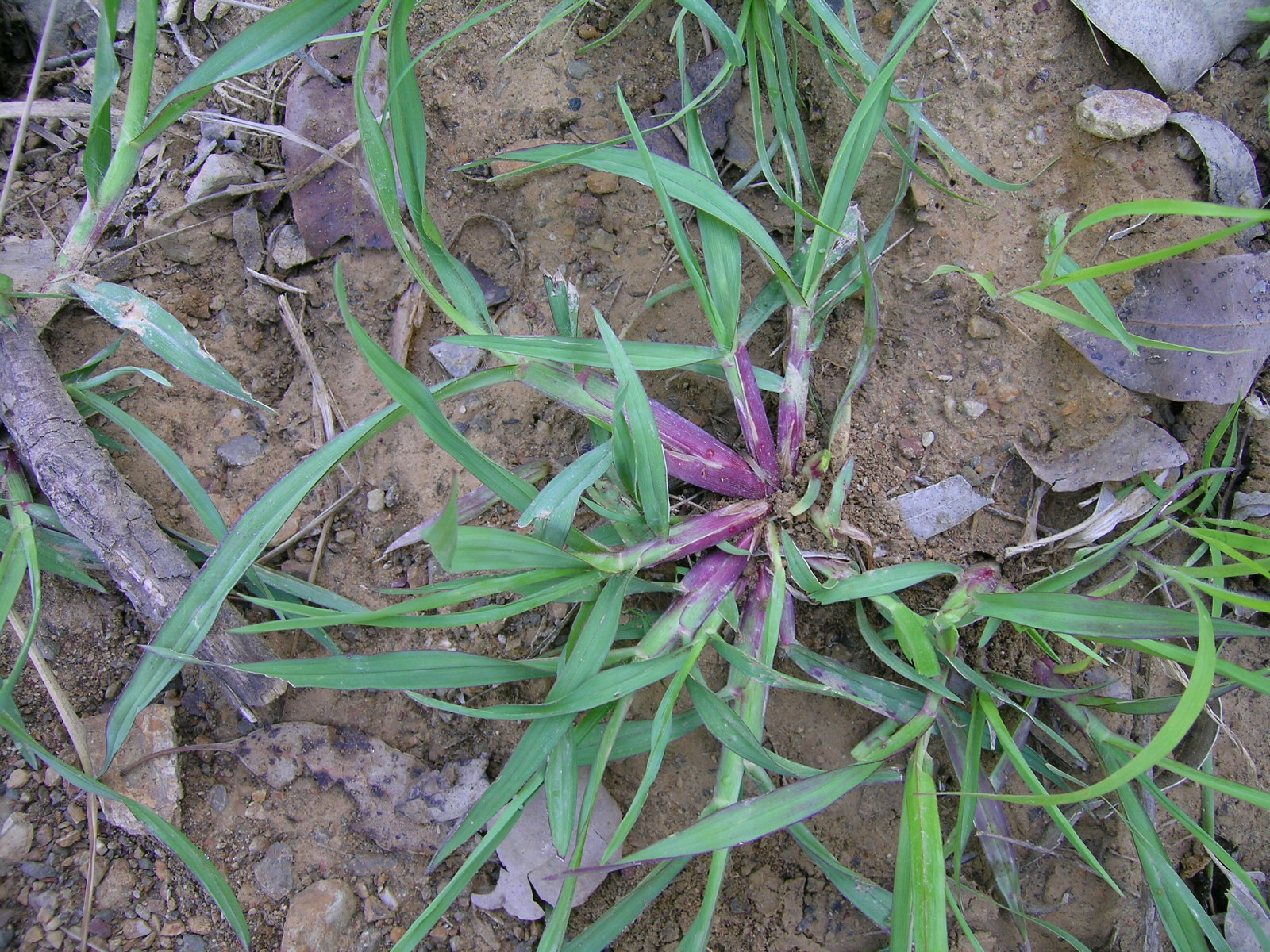
Стебла
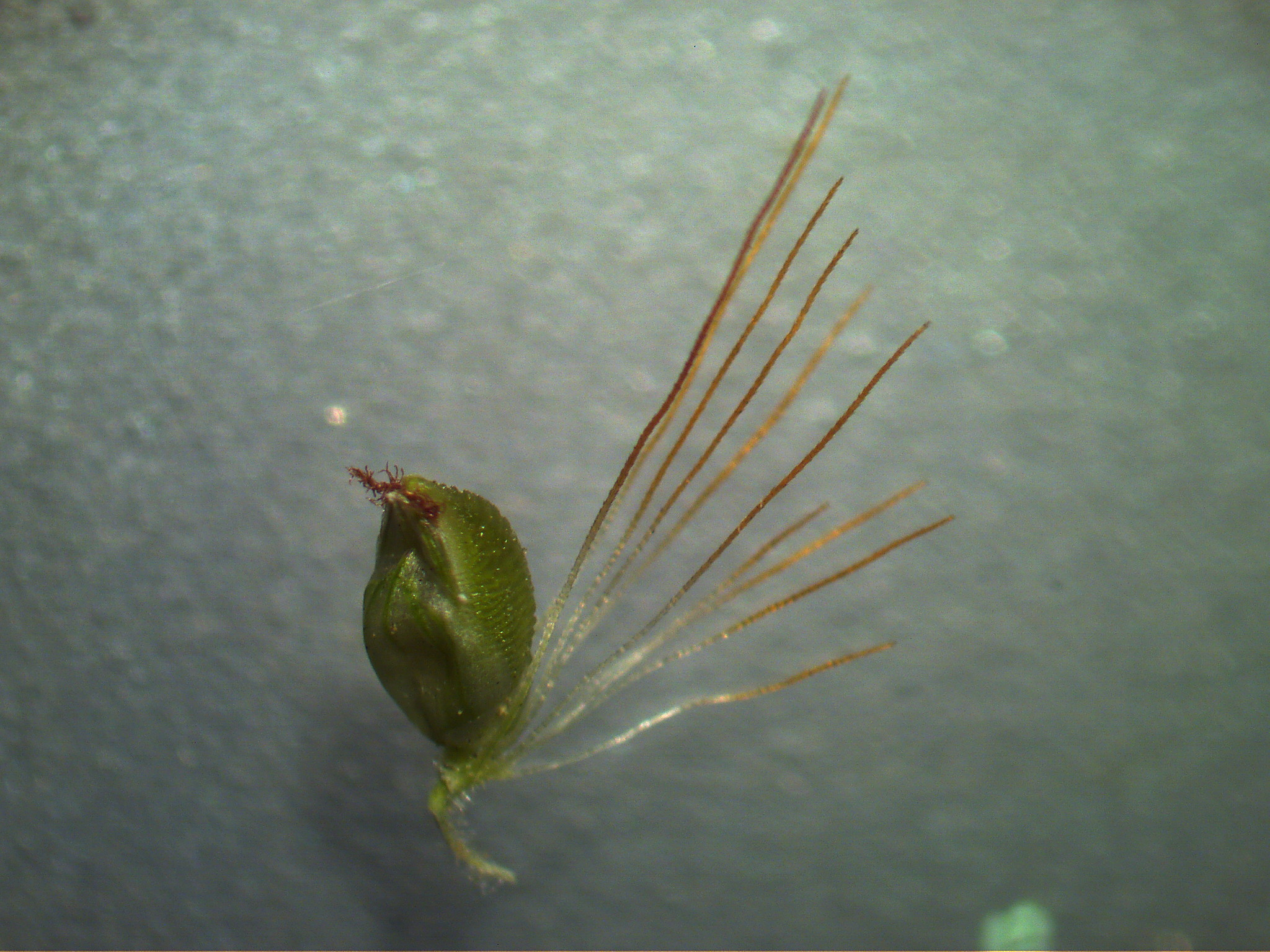
Насіння